# ستانلي أندروز
ستانلي أندروز (بالإنجليزية: Stanley Andrews)‏ مواليد 28 أغسطس 1891 في شيكاغو - الوفاة 23 يونيو 1969 في لوس أنجلوس، هو ممثل أمريكي بدأ مسيرته الفنية سنة 1931. امتدت مسيرته الفنية لأكثر من 32 عاما.

## الأعمال
- فرقة ألكسندر لموسيقى الجاز
- السيد سميث يذهب إلى واشنطن
- إنها حياة رائعة

## روابط خارجية
- ستانلي أندروز على موقع IMDb (الإنجليزية)
- ستانلي أندروز على موقع ألو سيني (الفرنسية)
- ستانلي أندروز على موقع أول موفي (الإنجليزية)
- ستانلي أندروز على موقع قاعدة بيانات برودواي على الإنترنت (الإنجليزية)
- ستانلي أندروز على موقع قاعدة بيانات الأفلام السويدية (السويدية)
- ستانلي أندروز على موقع إن إن دي بي (الإنجليزية)
- ستانلي أندروز على موقع قاعدة بيانات الفيلم (الإنجليزية)
- ستانلي أندروز على موقع كينوبويسك (الروسية)